# Rue du Page (Bruxelles)
Pour les articles homonymes, voir Rue du Page.
La rue du Page (en néerlandais : Edelknaapstraat) est le nom d'une rue d'Ixelles (région de Bruxelles-Capitale en Belgique).

## Situation
Elle conduit de la place du Châtelain à la chaussée de Waterloo et croise la rue Américaine. La rue est au centre du quartier branché du Châtelain et compte de nombreux restaurants à la mode.